# Molophilus carpishensis
Molophilus carpishensis är en tvåvingeart som beskrevs av Alexander 1949. Molophilus carpishensis ingår i släktet Molophilus och familjen småharkrankar. Inga underarter finns listade i Catalogue of Life.